# Yōjirō Terada
Yōjirō Terada (jap. 寺田陽次郎 Terada Yōjirō; ur. 26 marca 1947 roku w Kobe) – japoński kierowca wyścigowy.

## Kariera
Terada rozpoczął karierę w międzynarodowych wyścigach samochodowych w 1974 roku od startów w klasie S 3.0 24-godzinnego wyścigu Le Mans, którego jednak nie ukończył. W późniejszych latach Japończyk pojawiał się także w stawce World Challenge for Endurance Drivers, World Championship for Drivers and Makes, IMSA Camel GTO, FIA World Endurance Championship, All Japan Sports-Prototype Championship, IMSA GTU Championship, World Sports-Prototype Championship, All Japan Sports Prototype Car Endurance Championship, Fuji Long Distance Series, Japanese Touring Car Championship, Sportscar World Championship, IMSA World Sports Car Championship, Grand American Rolex Series, American Le Mans Series oraz 1000 km Le Mans.

## Wyniki w 24h Le Mans
| Rok  | Zespół                              | Partnerzy                             | Samochód                  | Klasa    | Okr. | Poz. | Klasa Pos. |
| ---- | ----------------------------------- | ------------------------------------- | ------------------------- | -------- | ---- | ---- | ---------- |
| 1974 | Mazda Automotive                    | Yasuhiro Okamoto Harukuni Takahashi   | Sigma MC74-Mazda          | S 3.0    | 155  | NS   | NS         |
| 1981 | Mazdaspeed                          | Hiroshi Fushida Win Percy             | Mazda RX-7                | IMSA GTO | 25   | NU   | NU         |
| 1982 | Mazdaspeed                          | Takashi Yorino Allan Moffat           | Mazda RX-7                | IMSA GTX | 282  | 14   | 6          |
| 1983 | Mazdaspeed                          | Takashi Yorino Yoshimi Katayama       | Mazda 717C                | C Jr.    | 302  | 12   | 1          |
| 1984 | Mazdaspeed                          | Pierre Dieudonné Takashi Yorino       | Mazda 727C                | C2       | 261  | 20   | 6          |
| 1985 | Mazdaspeed                          | Yoshimi Katayama Takashi Yorino       | Mazda 737C                | C2       | 264  | 24   | 6          |
| 1986 | Mazdaspeed                          | Yoshimi Katayama Takashi Yorino       | Mazda 757                 | GTP      | 59   | NU   | NU         |
| 1987 | Mazdaspeed                          | Yoshimi Katayama Takashi Yorino       | Mazda 757                 | GTP      | 34   | NU   | NU         |
| 1988 | Mazdaspeed                          | Dave Kennedy Pierre Dieudonné         | Mazda 757                 | GTP      | 337  | 15   | 1          |
| 1989 | Mazdaspeed                          | Marc Duez Volker Weidler              | Mazda 767                 | GTP      | 339  | 12   | 3          |
| 1990 | Mazdaspeed                          | Yoshimi Katayama Takashi Yorino       | Mazda 767B                | GTP      | 304  | 20   | 1          |
| 1991 | Mazdaspeed Oreca                    | Pierre Dieudonné Takashi Yorino       | Mazda 787                 | C2       | 346  | 8    | 8          |
| 1992 | Mazdaspeed Oreca                    | Maurizio Sandro Sala Takashi Yorino   | Mazda MXR-01              | C1       | 124  | NU   | NU         |
| 1993 | Lotus Sport Chamberlain Engineering | Peter Hardman Thorkild Thyrring       | Lotus Esprit S300         | GT       | 92   | NU   | NU         |
| 1994 | Team Artnature                      | Franck Fréon Pierre de Thoisy         | Mazda RX-7 GTO            | IMSA GTS | 250  | 15   | 2          |
| 1995 | D.T.R. Mazdaspeed                   | Jim Downing Franck Fréon              | Kudzu DG-3-Mazda          | WSC      | 282  | 7    | 3          |
| 1996 | Mazdaspeed                          | Jim Downing Franck Fréon              | Kudzu DLM-Mazda           | LMP2     | 251  | 25   | 1          |
| 1997 | Team D.T.R Mazdaspeed               | Jim Downing Franck Fréon              | Kudzu DLM-4-Mazda         | LMP      | 263  | 17   | 6          |
| 1998 | Courage Compétition                 | Franck Fréon Olivier Thévenin         | Courage C36-Porsche       | LMP1     | 300  | 16   | 5          |
| 1999 | Autoexe Motorsport                  | Franck Fréon Robin Donovan            | Autoexe LMP99-Ford        | LMP      | 74   | NU   | NU         |
| 2000 | Rachel Welter                       | Richard Balandras Sylvain Boulay      | WR LMP-Peugeot            | LMP675   | 266  | 26   | 2          |
| 2001 | Gerard Welter                       | Stéphane Daoudi Jean-René de Fournoux | WR LMP01-Peugeot          | LMP675   | 245  | 19   | 2          |
| 2002 | Autoexe Motorsport                  | John Fergus Jim Downing               | Autoexe (WR) LMP-02-Mazda | LMP675   | 5    | NU   | NU         |
| 2003 | Rachel Welter                       | Olivier Porta Gavin Pickering         | WR LMP01-Peugeot          | LMP675   | 235  | NS   | NS         |
| 2004 | Rachel Welter                       | Patrice Roussel Olivier Porta         | WR LM2001-Peugeot         | LMP2     | 270  | 26   | 2          |
| 2005 | Rachel Welter                       | Patrice Roussel William Binnie        | WR LMP04-Peugeot          | LMP2     | 233  | NS   | NS         |
| 2006 | Binnie Motorsports                  | William Binnie Allen Timpany          | Lola B05/42-Zytek         | LMP2     | 326  | 13   | 2          |
| 2007 | T2M Motorsport                      | Robin Longechal Yutaka Yamagishi      | Dome S101.5-Mader         | LMP2     | 56   | NU   | NU         |
| 2008 | Terramos                            | Hiroki Katoh Kazuho Takahashi         | Courage LC70-Mugen        | LMP1     | 224  | NS   | NS         |